# 莫克萨
莫克萨是德国图林根州的一个市镇。总面积4.67平方公里，总人口85人，其中男性48人，女性37人（2011年12月31日），人口密度18人/平方公里。